# Oldřich Voleník
Oldřich Voleník (31. května 1919 Hostomice – 8. března 1987) byl český a československý politik Komunistické strany Československa, poúnorový poslanec Národního shromáždění ČSSR a poslanec Sněmovny lidu Federálního shromáždění a České národní rady za normalizace.

## Biografie
Pocházel z hornické rodiny. V mládí zažil Velkou mosteckou stávku, vyučil se strojním zámečníkem a od roku 1938 pracoval na dole Alois Jirásek jako topič a strojvedoucí. V letech 1945-1950 byl zaměstnán v podniku Severočeské tukové závody v Ústí nad Labem. Zastával četné stranické posty. V 50. a 60. letech zejména na krajské úrovni, postupně i na celostátní. V letech 1950-1951 pracovníkem Krajského výboru KSČ v Ústí nad Labem, od roku 1951 vedoucím tajemníkem Okresního výboru v Teplicích.
V letech 1955-1957 působil jako tajemník a od roku 1957 do roku 1960 jako vedoucí tajemník Krajského výboru KSČ v Ústí nad Labem. V letech 1960-1961 byl tajemníkem Krajského výboru KSČ v Severočeském kraji, v letech 1961-1962 tajemníkem Krajského výboru KSČ v Severomoravském kraji. V letech 1962-1968 byl vedoucím tajemníkem Krajského výboru KSČ v Severomoravském kraji. 11. sjezd KSČ ho zvolil za kandidáta Ústředního výboru Komunistické strany Československa. 12. sjezd KSČ a 13. sjezd KSČ ho zvolil členem ÚV KSČ. V období duben - srpen 1968 byl navíc členem sekretaritátu ÚV KSČ.
Dlouhodobě zasedal i v nejvyšších zákonodárných sborech. Po volbách roku 1960 byl zvolen za KSČ do Národního shromáždění ČSSR za Severomoravský kraj. Mandát nabyl až dodatečně v prosinci 1962 po doplňovacích volbách v obvodu Krnov poté, co rezignovala poslankyně Veronika Majtanová. Uvádí se tehdy jako vedoucí tajemník Krajského výboru KSČ v Severomoravském kraji, dlouholetý veřejný a politický pracovník. Mandát obhájil ve volbách v roce 1964. V Národním shromáždění zasedal až do konce jeho funkčního období v roce 1968.
K roku 1968 se uvádí profesně jako politický pracovník ÚV KSČ z obvodu Ostrava-Poruba. Během pražského jara roku 1968 patřil mezi představitele konzervativního, protireformního křídla KSČ. V květnu 1968 se podílel na machinacích ohledně svévolných přesunů sovětských vojsk v rámci cvičení Varšavské smlouvy. 24. tanková divize generála Grigorije Jaškina dostala tehdy 9. května v 11 hodin rozkaz překročit z Polska hranice ČSSR. Na Ostravsku je uvítali člen předsednictva ÚV KSČ Drahomír Kolder, tajemník ÚV KSČ Alois Indra a Oldřich Voleník coby vedoucí tajemník KV KSČ.
Po invazi vojsk Varšavské smlouvy do Československa v srpnu 1968 jeho kariéra pokračovala. Od dubna 1969 byl vedoucím politickoorganizačního oddělení ÚV KSČ. Po federalizaci Československa usedl roku 1969 do Sněmovny lidu Federálního shromáždění (volební obvod Ostrava-Poruba), kde setrval až do konce volebního období parlamentu, tedy do voleb roku 1971. Od listopadu 1969 působil jako místopředseda Federálního shromáždění a předseda poslaneckého klubu KSČ.
V následujících letech zasedal dlouhodobě v České národní radě. Byl do ní zvolen ve volbách roku 1971 a mandát obhájil ve volbách roku 1976, volbách roku 1981 a volbách roku 1986. V ČNR setrval až do své smrti roku 1987 a působil v ní jako místopředseda a předseda poslaneckého klubu KSČ. V roce 1969 mu byl udělen Řád práce a roku 1979 Řád Vítězného února. Angažoval se v Československém svazu protifašistických bojovníků.